# Alan Furst
Alan Furst es un escritor estadounidense de novelas históricas de espionaje. Furst ha sido considerado "un heredero de Eric Ambler y Graham Greene". Influenciado también por Joseph Roth y Arthur Koestler. La mayoría de sus novelas se sitúan justo antes o durante la Segunda Guerra Mundial, más concretamente de 1933 a 1944. 
Sus libros son publicados en español por la editorial Seix Barral.

## Biografía
Nacido el 20 de febrero de 1941 en Nueva York, creció en el Upper West Side de Manhattan. En la misma ciudad estudió en el Horace Mann School y el Oberlin College.
Posteriormente fue a la Universidad de Columbia y, antes de convertirse en escritor a tiempo completo, trabajó en publicidad y escribió artículos para revistas como Esquire y periódicos como el International Herald Tribune.

## Primeras novelas
Sus primeras novelas (1976–1983) no alcanzaron mucho éxito. "One Smart Cookie" fue una biografía por encargo sobre el dueño de "Mrs. Fields Cookies", una fábrica de galletas.
En 1988 se publicó Night Soldiers — inspirada por un viaje que hizo por el este de Europa en 1984 - que supuso su despegue como escritor.
El también novelista Justin Cartwright dice de Furst que "ha adoptado una sensibilidad europea." En 1969, Furst se trasladó a Sommières, Francia, para dar clases como profesor en la Universidad de Montpellier. Más adelante, vivió varios años en París, una ciudad muy presente en su obra.
En 2011, la biblioteca de Tulsa, Oklahoma galardonó a Furst con el premio Helmerich Award.

## Obras tempranas
- Your Day in the Barrel (1976)
- The Paris Drop (1980)
- The Caribbean Account (1981)
- Shadow Trade (1983)

## Ciclo de la II Guerra Mundial
1. Soldados de la noche (1988)[6]
2. Dark Star (1991)
3. El oficial polaco (1995)[7]
4. The World at Night (1996)
5. Red Gold (1999)
6. Kingdom of Shadows (2000)
7. Blood of Victory (2003)
8. Dark Voyage (2004)
9. El corresponsal (2006)[8]
10. Los espías de Varsovia (2008)
11. Espías de los Balcanes (2010)[9]
12. Mission to Paris (2012)
13. Midnight in Europe (2014)
14. A Hero in France (2016)

## Personajes recurrentes
Estos son los personajes secundarios que aparecen en más de una novela:
- Ilya Goldman, NKVD (Night Soldiers, Dark Star, Kingdom of Shadows, The Foreign Correspondent)
- Ivan Ivanovich Agayants, NKVD (Night Soldiers, Dark Star)
- Coronel Vassily Antipin (Night Soldiers, Red Gold)
- General Bloch, GRU (Night Soldiers, Dark Star)
- Renate Braun, Comintern foreign specialist (Night Soldiers, Dark Star)
- Maltsaev, NKVD (Night Soldiers, Dark Star)
- Voyschinkowsky, apodado The Lion of the Bourse (Night Soldiers, Dark Star, The Polish Officer, Kingdom of Shadows)
- Coronel Anton Vyborg, Inteligencia militar polaca (The Polish Officer, Dark Star, The Spies of Warsaw)
- Conde Janos Polanyi (Kingdom of Shadows, Blood of Victory, Dark Star, The Foreign Correspondent, Mission To Paris, Midnight in Europe)
- S. Kolb, agente británico (Dark Voyage, The Foreign Correspondent, Spies of the Balkans, briefly in Midnight in Europe)
- Dr. Lapp, Abwehr (Kingdom of Shadows, The Spies of Warsaw; mentioned in Blood of Victory)
- Boris Balki, emigrante ruso que regenta un bar en París (Kingdom of Shadows, Blood of Victory)
- Mark Shublin, pintor polaco (Kingdom of Shadows, The Spies of Warsaw)
- Lady Marensohn, agente americana ("Night Soldiers", "The World at Night")
- Jean Casson, protagonista de The World At Night y Red Gold, es mencionado en Mission To Paris (pero no aparece)
- Agentes de la inteligencia británica, como:
  - Lady Angela Hope (Night Soldiers and Dark Star)
  - Roddy Fitzware (Night Soldiers, Dark Star)
  - Mr. Brown (Night Soldiers, Blood of Victory, Dark Voyage, The Foreign Correspondent)
- La Brasserie Heininger, lugar recurrente en sus novelas, está inspirada en un restaurante real de París: el Bistro Bofinger[10])